# Aviazione Navale
L'Aviazione Navale è dal 1956 la componente aerea della Marina Militare italiana, le cui origini risalgono al 1913. Comprende poco più di 4000 uomini e donne e circa cento aeromobili. Gestita dal Comando delle forze aeree (COMFORAER, guidato da un contrammiraglio), dipende dal Comando in capo della squadra navale.

## Storia
Le origini della aviazione navale in Italia sono fatte risalire al 1913, quando fu costituito ufficialmente il «Servizio Aeronautico della Regia Marina», che affiancata il Servizio Aeronautico del Regio esercito, ma la sua storia moderna ebbe inizio un decennio dopo la fine della seconda guerra mondiale, il 1º agosto 1956, quando alla Marina Militare furono consegnati gli elicotteri AB-47G che costituirono il Iº Gruppo elicotteri, con base all'eliporto allestito presso l'Arsenale militare marittimo di Augusta.

### Origini
Gli inizi di un'aviazione di marina risalgono ai primi anni del XX secolo, quando alcuni ufficiali della Regia Marina cominciarono a interessarsi alle prime possibili applicazioni di un mezzo aereo, prima attraverso dei palloni frenati, successivamente con i dirigibili e infine con la sperimentazione e l'uso dei primi aerei.

Emblema del centenario dell'Aviazione Navale

In questa fase pionieristica emerse la figura del sottotenente di vascello Mario Calderara, che nel 1909 prese alcune lezioni di volo da Wilbur Wright, in visita in Italia, conseguendo sul campo il brevetto di pilota e ottenendo nel 1910 il comando della prima scuola di volo italiana, ubicata all'aeroporto romano di Centocelle. Altra figura emergente di questa fase pionieristica fu quella del capitano del Genio navale Alessandro Guidoni, il cui nome è legato anche a una serie di progetti, in particolare modo quello delle «Navi Hangar».
Nel giugno del 1913, con un decreto ministeriale, fu costituito ufficialmente il «Servizio Aeronautico della Regia Marina», e il successivo 20 luglio fu nominato capo di stato maggiore della Regia Marina l'ammiraglio Paolo Thaon di Revel, sostenitore dell'Aviazione navale, che diede un notevole impulso allo sviluppo e al potenziamento del settore. La Marina commissionò anche la costruzione di una base aerea per idrovolanti, l'idroscalo di Orbetello.
Con l'evolversi dello sviluppo, il mezzo aereo fu ritenuto indispensabile per una più completa condotta delle operazioni in mare. Venne quindi a profilarsi l'esigenza di disporre di unità navali appositamente attrezzate al fine di usufruire al meglio delle potenzialità dei velivoli e per questo motivo, sin dal 1912, furono effettuate anche le prime prove relative alla sistemazione di aerei a bordo di unità navali con idrovolanti di tipo Curtiss, impiegati sulla corazzata Dante Alighieri, prima nave a imbarcare un idrovolante. In via sperimentale furono dotati di idrovolanti anche gli incrociatori corazzati Amalfi e San Marco.
A seguito delle esperienze fatte, la Regia Marina decise di trasformare l'incrociatore protetto Elba in nave appoggio idrovolanti, con la rimozione dell'intero armamento principale e la costruzione di ricoveri per alloggiare alcuni idrovolanti del tipo Curtiss «Flying Boat», da calare in mare per il decollo e recuperare al termine del volo tramite dei verricelli. L'aviorimessa era chiusa ai lati da teloni e poteva ospitare due aerei, mentre gli altri dovevano rimanere sulla piattaforma. La dotazione aerea era completata da un pallone frenato a bordo, mentre non era stato possibile ricavare uno spazio sufficiente per allestire una adeguata officina. L'Elba entrò in servizio come nave appoggio idrovolanti nel giugno 1914.
A queste unità ne fu affiancata un'altra, la nave mercantile Quarto, che fu acquistata della Regia Marina nel gennaio 1915 e ribattezzata Europa. I lavori di trasformazione di tale unità furono realizzati in pochi mesi all'Arsenale di La Spezia, con la nave che fu consegnata alla Regia Marina in prossimità dello scoppio del primo conflitto mondiale. Al termine dei lavori la nave era in grado di imbarcare quattro idrovolanti di medie dimensioni Macchi M.5.

### Prima guerra mondiale

La stazione idrovolanti «Giuseppe Miraglia» di Venezia nel 1917

Lo scoppio della prima guerra mondiale diede un notevole impulso allo sviluppo dell'Aviazione navale. Il 24 maggio 1915, all’entrata in guerra dell'Italia, il Servizio Aeronautico della Regia Marina era così organizzato: 
- 3 aeroscali per dirigibili a Ferrara (oggi Aeroporto di Ferrara-San Luca), Jesi e Campalto;
- stazione idrovolanti di Venezia con due aviorimesse (Sant'Andrea e Punta Sabbioni) con sei aerei di tipo diverso;
- stazione idrovolanti di Porto Corsini con quattro aerei Morane-Borel;
- stazione idrovolanti di Pesaro con due Flying Boats Curtiss;
- scuola di aviazione di Taranto con quindici aerei Curtiss;
- nave appoggio idrovolanti Elba a Brindisi con due idrovolanti Curtiss.

La Regia Marina aveva quindi a disposizione una trentina di idrovolanti (ma nessuno di essi era impiegabile con finalità belliche), due dirigibili e disponeva di 12 piloti di prima linea. Nel luglio 1915 fu trasferito alla Marina l'idroscalo di Grado, sull'omonima laguna, con la 253ª Squadriglia idrovolanti, che fu la base più vicina al fronte.

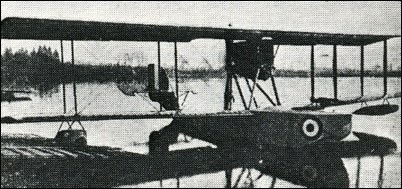
Un idrovolante SIAI S.8 della Regia Marina nel 1918

Con regio decreto del 7 settembre 1916 il Servizio Aeronautico della Regia Marina, inteso come unità militare aerea, fu posto alle dipendenze del Ministero della guerra, cosa che provocò le dimissioni dell'ammiraglio Thaon di Revel. La successiva mancata attuazione del decreto stesso fece però ritornare sulle sue posizioni l'ammiraglio, che riprendendo così il controllo della situazione, portò il Servizio Aeronautico a un livello di tutto rispetto. Per dare un ricovero ai dirigibili che avevano il compito di avvistare i sommergibili che tentavano di transitare attraverso lo stretto di Messina, fu anche costruito l'hangar dirigibili di Augusta che, tuttavia, fu ultimato solo nel 1920, a conflitto terminato.
Nell'ottobre del 1918, la Regia Marina disponeva anche di quattro squadriglie con i biplani Ca.44 (Ca.5), da 600 CV, e i grandi triplani Ca.40 (Ca.4) da 1 200 CV, con un carico bellico di 3 000 kg, per un peso totale di 6 500 kg.
Durante il conflitto il Servizio Aeronautico perse 121 uomini, ottenendo 405 decorazioni, tra cui due medaglie d'oro al valor militare, conferite ai tenenti di vascello piloti Giuseppe Garrassini Garbarino ed Eugenio Casagrande. Ebbe anche degli assi dell'aviazione come il tenente di vascello Giuseppe Miraglia e Orazio Pierozzi, Tenente di vascello che operò con gli idrocaccia da Brindisi per il contrasto all'aviazione austro-ungarica sul Mar Adriatico diventando l'ufficiale della marina italiana con il maggior numero di vittorie aeree nel conflitto.
Alla fine del conflitto disponeva di ben 25 dirigibili, 550 idrovolanti e 86 aerei da caccia.

### Forza aerea della Marina
Il 30 settembre 1920, lo stesso re Vittorio Emanuele III attribuì ufficialmente al Servizio Aeronautico la denominazione di «Forza Aerea della Regia Marina» concedendole la bandiera di guerra, che fu insignita della medaglia d'argento al valor militare «per l'intensa attività svolta con onore durante tutto il corso della Prima guerra mondiale».
Nel 1923 la nave da trasporto delle Ferrovie Città di Messina, appena varata, fu incorporata nella Regia Marina per fornire supporto logistico agli idrovolanti in dotazione alle navi da battaglia e agli incrociatori, con compiti di nave officina per l'assistenza e la riparazione degli aerei e nel contempo per trasportarli presso le squadre navali cui fornire supporto. I lavori di trasformazione, effettuati presso il Regio arsenale della Spezia, iniziarono il 24 gennaio 1925 e ribattezzata nave appoggio idrovolanti Giuseppe Miraglia entrò in servizio il 1º novembre 1927.

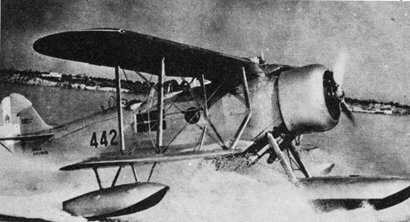
Un Ro.43 in decollo dalla superficie marina

Nel 1923 fu costituita la Regia Aeronautica quale terza forza armata, mentre la Forza aerea della Regia Marina mantenne inizialmente la propria autonomia.
Dalla seconda metà degli anni venti la Regia Marina valutò l'opportunità di dotare le sue maggiori unità di velivoli di supporto per permettere il lancio degli aerei con la nave in moto, anche in presenza di onde di altezza tale da non permettere il decollo dalla superficie del mare. Furono installate delle catapulte, che erano delle strutture a traliccio, brandeggiabili o fisse, sulle quali scorreva un carrello di lancio al quale era fissato l'aereo, con il carrello che veniva accelerato mediante l'immissione di aria compressa all'interno di appositi cilindri di espansione. Dopo una serie di prove con vari idrovolanti, progettati per uso civile come i Macchi M.18, o i più specifici come i Piaggio P.6 e i CANT 25, negli anni trenta fu adottato il più moderno idrovolante da ricognizione marittima IMAM Ro.43, biplano biposto a galleggiante centrale in legno, che pur non essendo dotato di brillanti doti marine raggiungeva i 300 km/h e con circa 1 000 km di autonomia. Esso divenne la dotazione standard per tutte le maggiori unità della Marina, le cui ali potevano essere ripiegate all'indietro per permettere il ricovero degli aerei sulle navi.

### Assorbimento nella Regia Aeronautica
Con legge, nel 1931, la Forza Aerea della Regia Marina fu posta alle dipendenze di un generale della Regia Aeronautica, con gli ufficiali piloti della Regia Marina chiamati a svolgere funzioni di Osservatore dall'aeroplano, compito che manterranno anche quando una legge del 1937 assegnò definitivamente tutti i velivoli aerei militari alla Aviazione Ausiliaria per la Marina della Regia Aeronautica.

### Seconda guerra mondiale
Con lo scoppio della seconda guerra mondiale il Ro.43 era l'unico aereo imbarcato e sulle varie unità della Regia Marina erano pronti all'impiego 42 di questi idrovolanti che si trovarono a ricoprire anche l'improbabile ruolo di caccia, assolutamente inadeguato, essendo dotati questi aerei solamente di due mitragliatrici Breda-SAFAT da 7,7 mm, una fissa sul muso e una brandeggiabile in posizione dorsale. Una serie di deficienze strutturali rivelatesi a causa dell'intenso uso costrinsero alla progettazione di una seconda versione migliorata, che portò il numero totale degli esemplari prodotti a 194, ma che restava relegata al ruolo di ricognizione e di osservazione di supporto all'artiglieria navale. Rimanevano molto complesse poi le operazioni di reimbarco a fine missione che dovevano essere eseguite a nave ferma, e compatibilmente alle condizioni meteorologiche, tramite l'imbragatura del velivolo che veniva issato sul ponte con una gru, aumentando così però la vulnerabilità dell'unità navale impegnata all'operazione di recupero, tanto che alla fine si preferì che i velivoli rientrassero in un idroscalo costiero per effettuare successivamente il reimbarco con la nave in porto, consentendo in pratica, per ogni singola navigazione, l'utilizzo di ogni velivolo imbarcato per un'unica missione.
Con questi mezzi la copertura aerea si dimostrò inadeguata se posta in contrapposizione a quella della Mediterranean Fleet della Royal Navy che l'11 novembre 1940, nella cosiddetta notte di Taranto con gli aerosiluranti decollati dalla portaerei Illustrious mise fuori combattimento le corazzate Littorio, Duilio e Cavour. Alcuni mesi dopo nel marzo 1941, nella battaglia di Capo Matapan, altri aerosiluranti, decollati dalla portaerei Formidable danneggiarono la corazzata Vittorio Veneto che riuscì a rientrare a Taranto e soprattutto causarono indirettamente l'annientamento dell'intera I Divisione incrociatori, attardatasi per prestare soccorso ad alcune unità della stessa divisione danneggiata fu coinvolta in un violento combattimento notturno con la squadra principale britannica, guidata sul posto dalla ricognizione e dal Radar. Affondarono gli incrociatori pesanti Zara, Fiume e Pola (ovvero tutti gli incrociatori presenti) e i cacciatorpediniere della scorta Carducci e Alfieri (ovvero metà dei cacciatorpediniere presenti), causando la morte di 2023 marinai, di cui 783 del Zara, 813 del Pola, 211 dell'Alfieri e 169 del Carducci.

L'Aquila, prima portaerei della marina italiana, mai entrata in servizio per gli eventi bellici qui ripresa in attesa della demolizione

Quando, dopo lo scontro di Capo Matapan, l'assenza di portaerei dimostrò incidere pesantemente sulle sorti della Squadra Navale in mare aperto, si cercò di correre ai ripari predisponendo i transatlantici Roma e Augustus alla trasformazione in portaerei, sulla base di studi preliminari effettuati sin dal 1936, ribattezzandoli rispettivamente Aquila e Sparviero.

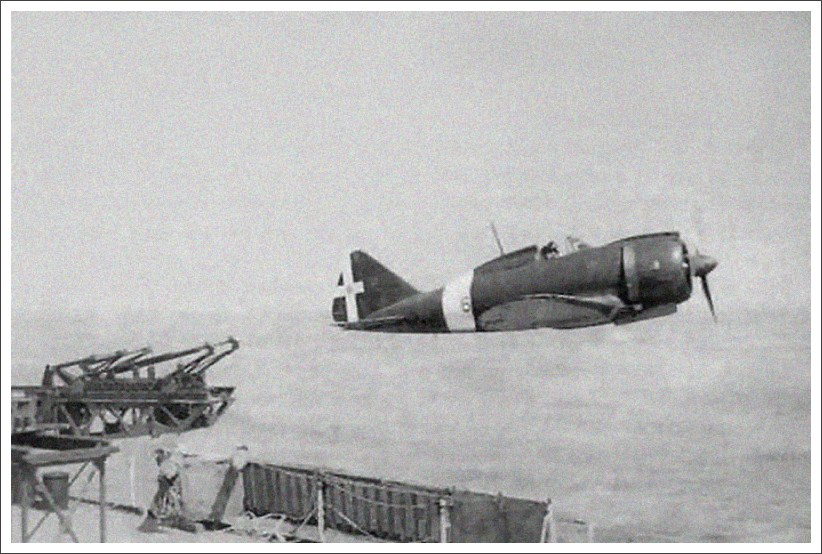
Un Re.2000 Catapultabile mentre decolla dalla catapulta del Vittorio Veneto

Nell'attesa della trasformazione in portaerei dei due transatlantici, fu deciso di affiancare all'idrovolante Ro 43 un caccia terrestre catapultabile. La scelta cadde sul Reggiane Re.2000, dotato di buona velocità (530 km/h) e discreta autonomia, da cui fu sviluppata la versione «Catapultabile», per l'impiego imbarcato sulle unità della Regia Marina. Le prime prove furono effettuate sulla nave appoggio idrovolanti Giuseppe Miraglia, pilota Giulio Reiner, da una squadriglia appositamente costituita, la Squadriglia di Riserva Aerea delle FF. NN. BB. (Forze Navali da Battaglia) il cui simbolo era una paperella posta sulla deriva di coda, e alcuni di questi velivoli furono imbarcati sulle corazzate Roma, Vittorio Veneto e Littorio. Nell'aprile 1943 la squadriglia fu sciolta per formare il Gruppo di Riserva Aerea delle FF. NN. BB., su tre squadriglie. I due prototipi ebbero le MM 471 e 485, mentre gli 8 esemplari di serie le MM dalla 8281 alla 8288. Dopo il proclama Badoglio dell'8 settembre 1943 sull'armistizio di Cassibile, alcuni Re.2000 ricevettero le insegne dell'Aeronautica Cobelligerante Italiana.
All'entrata in vigore dell'armistizio l'8 settembre 1943, gli idrovolanti Ro 43 imbarcati erano 19 mentre 20 erano in forza alle Squadriglie Forze Navali, mentre i velivoli Re 2000 «Catapultabile» erano 6, di cui due sulla Roma e uno ciascuno sulla Italia (ex Littorio) e sulla Vittorio Veneto.
La realizzazione delle portaerei Aquila e Sparviero, avviata nel Cantiere navale di Sestri Ponente della Ansaldo e preventivata in 8-9 mesi di lavori, si protrasse sino alla prematura sospensione decisa nel giugno del 1943, con le due unità rispettivamente complete al 90% e al 40%, e la portaerei Aquila che aveva già effettuato le prime prove statiche dell'apparato motore. Nessuna delle due vide però l'impiego operativo e l'Aquila fu auto-affondato da sommozzatori dei reparti speciali italiani cobelligeranti per evitare che venisse usata per bloccare l'imboccatura del porto di Genova.

### Dopoguerra e rinascita
Il Trattato di pace fu durissimo per la Marina Militare nuova denominazione della Regia Marina dopo la proclamazione della Repubblica, con le maggiori unità spartite tra i vincitori e il divieto di possedere portaerei, sommergibili, motosiluranti e navi d'assalto, tuttavia con i nuovi scenari della guerra fredda che si venivano a profilarsi in Europa e con l'adesione dell'Italia alla NATO molte delle clausole limitative del trattato di pace venivano automaticamente a decadere.

#### Primi passi

Un Grumman S2F-I italiano conservato presso il Museo dell'Aeronautica di Vigna di Valle

Con il Mutual Defence Assistance Program (MDAP), gli Stati Uniti d'America cedettero all'Italia materiali provenienti dai loro surplus, tra cui 24 bombardieri Curtiss S2C-5 Helldiver equipaggiati con apparecchiature per la lotta antisommergibili. Questi velivoli giunti in Italia nel settembre del 1950 furono presi in carico dall'Aeronautica Militare e inquadrati nell'86º Gruppo Antisom presso l'aeroporto di Grottaglie.
Nello stesso anno una delegazione della Marina Militare si recò negli Stati Uniti per valutare la possibilità dell'acquisto di una portaerei dai surplus bellici americani, ma gli eccessivi costi di gestione, insostenibili per l'Italia del dopoguerra, costrinsero a rinunciare a questa opportunità. Fu lasciata però aperta la porta alla disponibilità americana di fornire dei mezzi per la ricostituzione di una componente aerea navale da operare presso le basi a terra.
Un primo nucleo di allievi piloti e specialisti fu inviato presso le scuole di volo della United States Navy, dove nell'estate del 1952 conseguirono i brevetti di volo dopo aver compiuto anche una serie di missioni a bordo delle portaerei americane. Nello stesso tempo la Marina Militare ricevette i primi due aerei ceduti dagli Stati Uniti per la ricostituzione di un'aviazione Navale e anche in questo caso erano due Curtiss S2C-5 Helldiver, sui quali furono apposte le coccarde tricolori italiane con un'ancora e in coda dipinto il simbolo della Marina Militare. I due aerei, denominati Gabbiano I e Gabbiano II, furono imbarcati sulla portaerei Midway diretta verso il Mediterraneo, ma giunti all'aeroporto di Napoli-Capodichino il 19 dicembre 1952 questi aerei furono presi in carico dall'Aeronautica Militare, in ottemperanza alla Legge del 1937 che assegnava all'Aeronautica Militare tutti i velivoli militari, e inquadrati nell'86º Gruppo A/S; inoltre l'Aeronautica non riconobbe i brevetti di pilotaggio e i brevetti delle varie specializzazione dei tecnici conseguiti dal personale della Marina Militare italiana negli Stati Uniti.

#### Avvento dell'elicottero ed equipaggi misti
Nell'estate del 1953 fu eretta a bordo dell'incrociatore Garibaldi una piattaforma per elicotteri su cui un elicottero Bell 47G effettuò una serie di prove di appontaggio e decollo. L'esito positivo di queste prove portò a un ordine di tre esemplari all'Agusta da parte della Marina Militare, passati poi a sette, mentre un primo gruppo di specialisti fu inviato alle scuole dell'Aeronautica Militare per il conseguimento delle relative specializzazioni.
Nel 1956 fu varata una legge che limitava il monopolio dell'Aeronautica Militare ai soli velivoli ad ala fissa con peso superiore ai 1 500 kg, consentendo così alla Marina Militare di costituire una propria componente aerea elicotteristica autonoma.

Bell 47G della Marina Militare

Per dirimere i dissensi tra la Marina e l'Aeronautica con la Legge 7 ottobre 1957 n. 968, fu creata l'Aviazione Antisommergibile che prevedeva l'impiego, presso i Gruppi di volo ASW (Antisom) dell'Aeronautica, di equipaggi misti con personale al 50% della Marina. Gli aerei erano inquadrati organicamente nell'Aeronautica che si assumeva la responsabilità logistica e la manutenzione dei velivoli ma alla Marina veniva attribuito il loro impiego operativo. Con la legge veniva costituito un Ufficio per le attività di coordinamento tra le due Forze Armate per tutte le attività relative all'impiego, all'addestramento e alle funzioni tecnico/logistiche della componente aerea, posto alle dirette dipendenze del Capo di Stato Maggiore della Marina Militare e retto da un generale pilota dell'Aeronautica Militare, a capo dell'Ufficio dell'Ispettore dell'Aviazione per la Marina.
Agli Helldiver furono affiancati i bimotori Lockheed PV-2 Harpoon e i Grumman S2F-1 Tracker anche questi di provenienza americana, dislocati prima presso l'86º Gruppo Autonomo di Napoli Capodichino e successivamente presso il 41º Stormo di base a Catania.

#### Prima base aerea
Con la nascita del Iº Gruppo Elicotteri nel 1956, fu creata ad Augusta, all'eliporto di Augusta Terrevecchie, la prima base con il nome MariEliport. Il gruppo fu dotato di AB-47 G cui si aggiunsero nel 1958 gli Agusta-Bell AB-47 J, versione migliorata del precedente. Questi elicotteri, non potendo imbarcare contemporaneamente sia gli apparati di ricerca sia di attacco, furono realizzati in due differenti configurazioni, una di ricerca con un apparato sonar per la scoperta dei sommergibili, e una di attacco armata con un siluro Mk 44 ad autoguida acustica. A questi velivoli da osservazione, furono affiancati gli elicotteri SH-34 Seabat, armati di siluri e dotati di sensori antisommergibili che disponevano di un'ampia autonomia e di una avionica completa con capacità ognitempo che consentiva anche il volo notturno.
Questi velivoli aumentarono le dimensioni del reparto che, all'arrivo nel marzo 1959, fu costretto a ridislocarsi in una struttura più grande, individuata presso l'aeroporto di Catania-Fontanarossa, condividendolo con l'87º gruppo A/S dell'Aeronautica Militare per 4 anni. A partire dal 1963 la nuova stazione aerea fu denominata MARISTAELI - Catania, e nel 1964 fu costituito anche il IIº Gruppo Elicotteri. A fianco degli SH 34 G/J entrarono in linea gli AB 204 AS, elicotteri medi che a differenza degli SH 34 G/J, viste le minori dimensioni, potevano anche operare a bordo delle unità navali minori. Questi velivoli a turbina, dotati di un sistema automatico di controllo del volo, furono equipaggiati di sonar a immersione per la scoperta di sommergibili nemici abbinabile a uno o due siluri ASW leggeri Mk 44. Furono installati anche un radar ARI 5955 e un paio di missili AS 12, che consentivano anche di svolgere missioni di attacco verso unità nemiche di superficie, in particolare contro la minaccia delle motovedette lanciamissili, fortemente armate ma quando individuate con scarse capacità di autodifesa. Questi elicotteri nella lotta antisommergibile non si dimostrarono del tutto adatti, in quanto il motore a turbina francese Gnome H-1200 si dimostrò poco potente e i sotto-sistemi, molto pesanti, riducevano le prestazioni. Gli AB 204 AS andarono a sostituire progressivamente gli AB 47 che furono ceduti ai Carabinieri.
Il 31 ottobre 1964 una tromba d'aria sull'aeroporto di Catania-Fontanarossa causò la distruzione di buona parte della flotta di velivoli, delle strutture e attrezzature tecniche e logistiche e il reparto fu trasferito in nuove strutture ricostruite a sud dell'aeroporto e intitolate al sottotenente di vascello Mario Calderara, il primo pilota italiano.

Un A106 con i contrassegni del 5º Gruppo della Marina Militare

Nel 1968 a Catania-Fontanarossa viene costituito il 3º Gruppo elicotteri, mentre nello stesso anno a Luni, nei pressi di La Spezia, fu inaugurata la Stazione Elicotteri M.M. «MARISTAELI - Luni», con compiti di supporto tecnico degli elicotteri imbarcati sulle unità della I Divisione navale di La Spezia.
Il 21 ottobre 1969 in occasione dell'arrivo a Catania dei più moderni SH-3D Sea King, due elicotteri AB-47J furono trasferiti presso la base della Marina di Luni - Sarzana in provincia di La Spezia, che costituirono il primo nucleo del «5º Gruppo Elicotteri», costituitosi ufficialmente il 1º novembre successivo. Con l'arrivo dei Seabat, non più validi per l'impiego come mezzi antisommergibili, il Gruppo iniziò un periodo di collaborazione con il COMSUBIN e con il Battaglione San Marco e con la rimozione degli apparati antisommergibile ormai obsoleti, i Seabat furono trasformati in elicotteri da trasporto per gli incursori del COMSUBIN e per gli uomini del San Marco, per i quali fu modificata agli inizi del 1971 la poppa dell'Bafile per imbarcarne stabilmente almeno due di questi elicotteri che operarono fino al 30 giugno 1979, data della radiazione definitiva degli ultimi tre velivoli in servizio.
Nel gennaio 1971, per problemi di sovraffollamento, il I Gruppo fu trasferito da MARISTAELI - Catania presso la base di Luni-Sarzana, dove ha la sua sede attuale, con i moderni AgustaWestland EH-101.
Per quanto riguarda la componente aerea antisommergibile ad ala fissa, i Grumman S2F-1 Tracker americani furono sostituiti da 18 nuovi velivoli Breguet BR.1150 Atlantic di fabbricazione francese, il primo dei quali giunse in Italia nel 1972, dislocati presso il 41º Stormo a Sigonella e presso il 30º Stormo di Elmas. Dal 2002 l'unico Stormo Antisom è il 41°, che attualmente, dismessi gli Atlantic ormai dal 2017, dispone di quattro P-72 A Surveyor che però, almeno per ora, non hanno piena capacità di lotta antisommergibile.

#### Componente imbarcata
Oltre alla componente aerea basata a terra, la Marina Militare cominciò a sviluppare una componente imbarcata. L'esito positivo delle prove di appontaggio di un AB 47G sul Garibaldi, effettuate nell'estate del 1953, spinse la Marina Militare a dotarsi di unità navali polivalenti equipaggiate di elicotteri antisommergibile e dotate delle relative attrezzature quali ponte di volo e hangar del tipo fisso o telescopico. La necessità di questo tipo di unità con elicotteri antisommergibile che consentivano di estenderne il raggio di azione delle navi su cui gli elicotteri erano imbarcati, derivava anche dalla percezione della minaccia sempre più concreta rappresentata dalla flotta subacquea sovietica, i cui battelli avevano iniziato proprio in quegli anni a fare la loro comparsa nel Mediterraneo operando dalla base albanese di Valona, avviando lo sviluppo di una nuova categoria di unità navale, di cui l'Italia precorse i tempi, con la costruzione delle fregate classe Bergamini, le prime unità portaelicotteri al mondo, entrate in servizio agli inizi degli anni sessanta e degli incrociatori classe Doria, le cui sistemazioni elicotteristiche divennero di fatto uno standard per tutte le costruzioni successive.

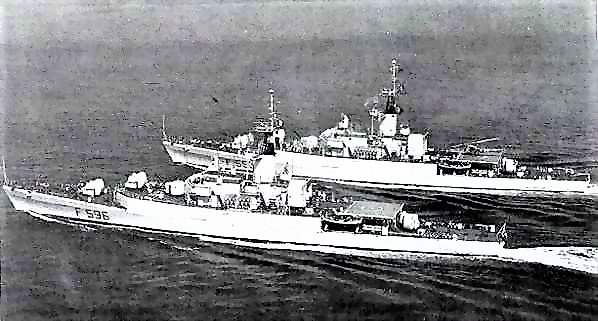
Le fregate Rizzo e Bergamini. Le navi di questa classe sono state le prime unità elicotteristiche al mondo

Sulle unità della classe Bergamini operarono inizialmente gli AB 47J, ma successivamente agli inizi degli anni settanta il ponte di volo fu allungato con l'eliminazione di un cannone poppiero per permettere di ospitare a bordo gli AB 204 in configurazione antisommergibile.

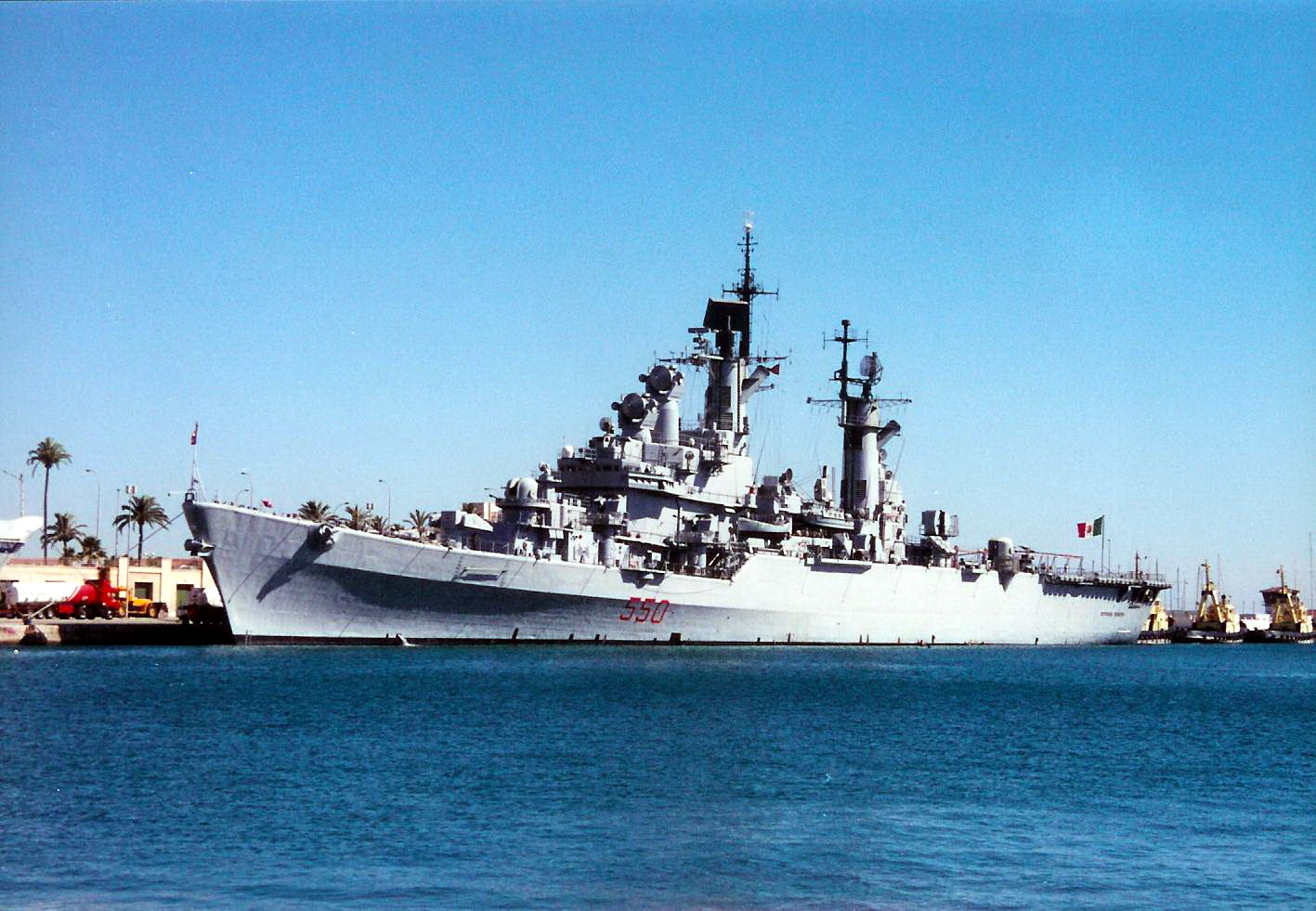
L'incrociatore portaelicotteri Vittorio Veneto

Sulle unità della Classe Bergamini furono sviluppate le unità della Classe Alpino e successivamente quelle delle classi Lupo e Maestrale.
Sulla base dei due Doria fu sviluppato il Vittorio Veneto, incrociatore lanciamissili portaelicotteri entrato in servizio nel 1969, sul quale potevano operare ben sei elicotteri SH-3D Sea King.
Nel 1970 sugli Impavido, prime unità missilistiche entrate in servizio nella Marina Militare, fu avviata la sperimentazione dell'Agusta A106, ma le difficoltà all'impiego notturno e la scarsa autonomia del velivolo portarono nel luglio 1972 all'abbandono del progetto.
Nello stesso periodo entrarono in servizio le unità della Classe Audace, sui quali operavano due elicotteri antisommergibili, che inizialmente erano gli AB 204 e sui quali fu sviluppata la successiva Durand de la Penne.
Nel 1976 iniziarono le consegne degli Agusta-Bell AB 212ASW che andavano progressivamente a sostituire gli AB 204 ASW che furono ceduti al Corpo Nazionale dei Vigili del fuoco e nello stesso anno all'aeroporto di Grottaglie presso Taranto, fu costituito il 4º Gruppo elicotteri. Nella stessa sede, nel 1979, fu costituita «MARISTAELI - Grottaglie», per fornire il supporto tecnico ai velivoli imbarcati sulle unità della II Divisione navale di base a Taranto.

#### Componente ad ala fissa
Sul finire degli anni settanta il ruolo dell'aviazione navale italiana entrò in una fase più matura ed ebbe un ulteriore forte impulso nel 1978, anno di impostazione della portaerei Garibaldi. La nave, definita all'epoca incrociatore portaelicotteri, era dotata di ponte di volo continuo (incrociatore tuttoponte) e quindi aveva tutte le potenzialità per diventare una portaerei leggera. Entrato in servizio il 30 settembre 1985, a causa della legislazione vigente all'epoca, il Garibaldi non ebbe alcuna dotazione di aerei. Infatti, una legge del 1931 aveva assegnato all'allora Regia Aeronautica la gestione di tutti i velivoli ad ala fissa italiani e il divieto era rimasto valido anche nell'ordinamento delle forze armate repubblicane.

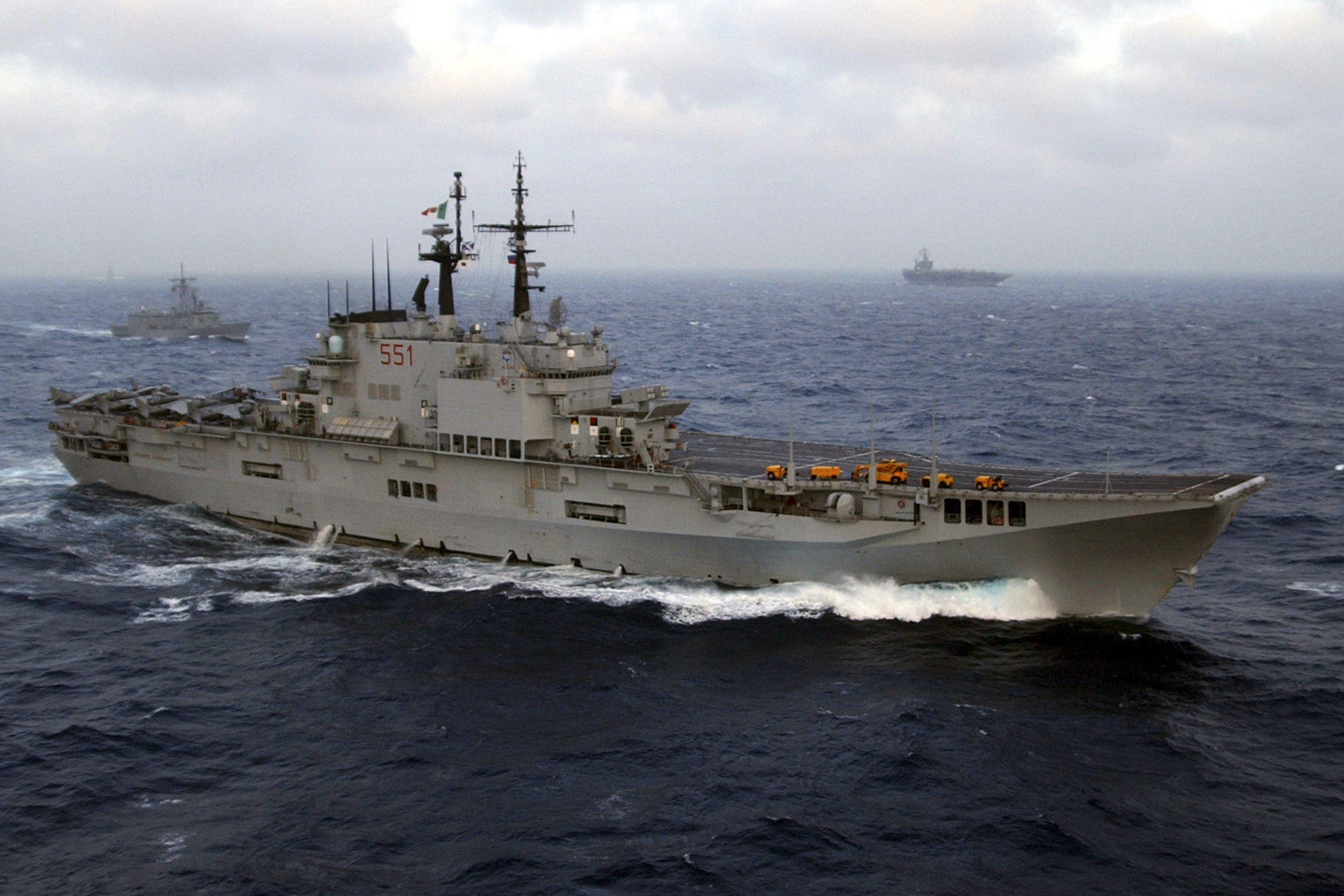
L'incrociatore portaeromobili Garibaldi, prima unità per mezzi ad ala fissa dell'Aviazione Navale

Il 20 dicembre 1984, mentre il Garibaldi era ancora in allestimento nel cantiere di Monfalcone, fu presentato, anche su sollecitazione da parte dell'allora capo di stato maggiore della Marina Vittorio Marulli, il disegno di legge n. 1083 con cui veniva richiesta l'istituzione dell'Aviazione Navale della Marina. La proposta, firmata da 19 senatori, fu presentata all'allora presidente del Senato Francesco Cossiga, e aveva come primo firmatario il senatore democristiano, nonché ammiraglio in congedo Severino Fallucchi. Il 26 gennaio 1989 fu approvata la proposta di legge 2645, come legge 36, e la Marina fu autorizzata a dotarsi di velivoli ad ala fissa.

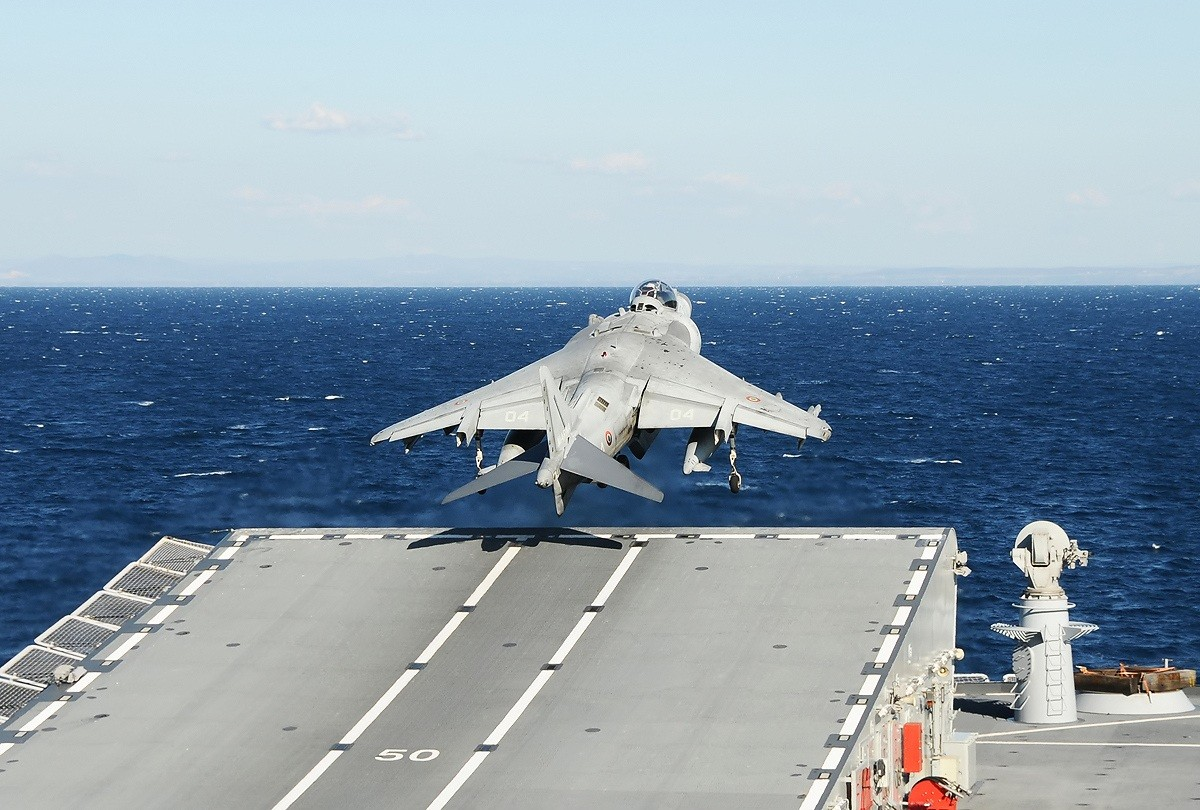
Un Sea Harrier decolla dal ponte di volo del Cavour

Dopo una valutazione tra il Sea Harrier britannico e il AV-8B Harrier II Plus americano, la scelta italiana ricadde su quest'ultimo.
Nel 1990 fu fatto l'ordine per l'acquisto di 18 esemplari alla BAE Systems - Boeing: 2 nella versione biposto da addestramento e 16 nella versione monoposto, completata dal radar multifunzionale APG-65, all'epoca di nuova introduzione. La consegna dei primi velivoli, due TAV-8B, avvenne il 7 giugno 1991, mentre la cerimonia di consegna avvenne il successivo 23 agosto a bordo del Garibaldi, ormeggiato nella base della United States Navy di Norfolk in Virginia.

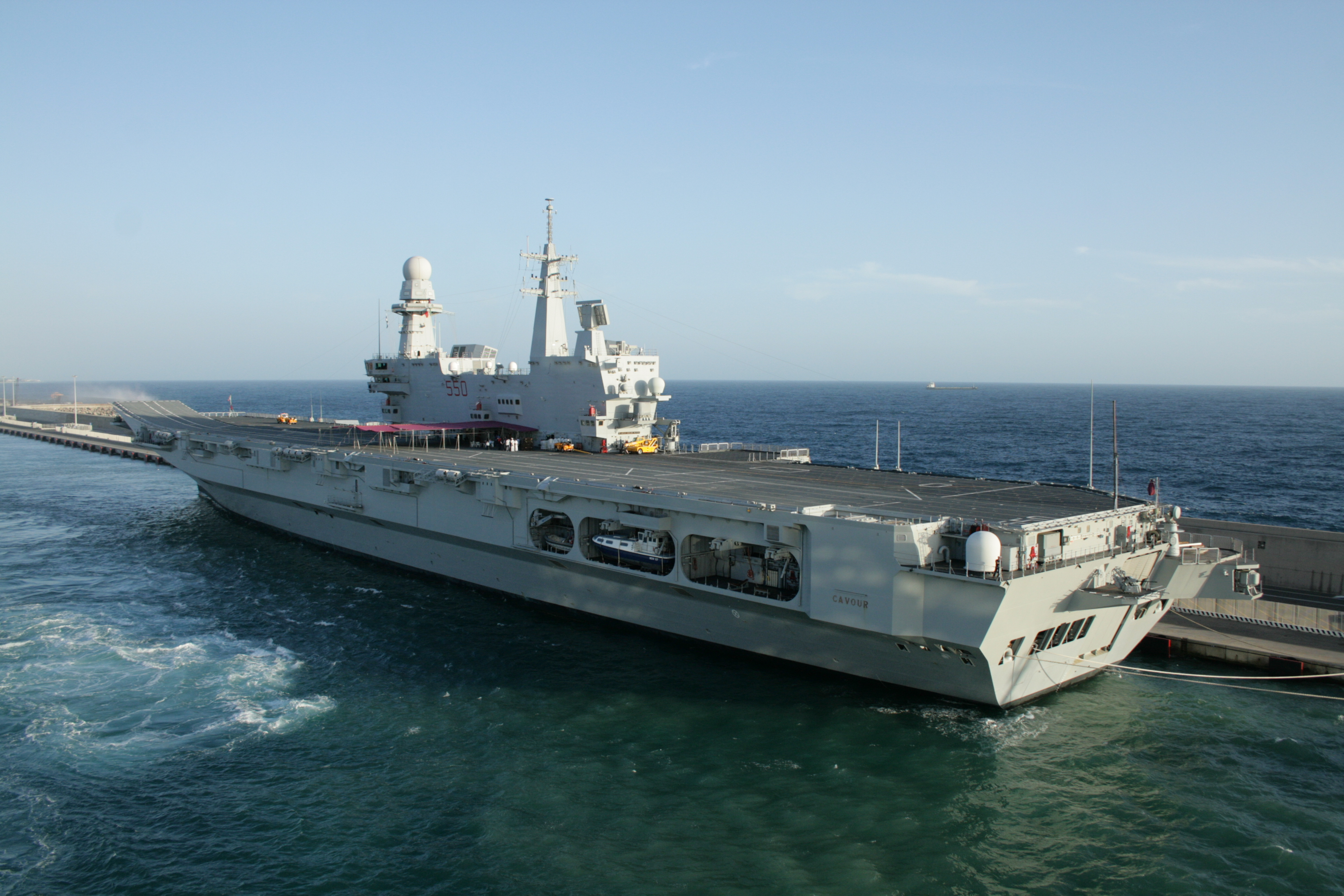
La portaerei Cavour, ormeggiata nel porto di Civitavecchia

Dal gennaio 2000 l'Aviazione Navale dipende dal COMFORAER. La componente ad ala fissa, oltre agli Harrier e agli Atlantic, comprende 3 P180 Maritime, velivoli bi-turbina a elica, che hanno compiti di collegamento e trasporto logistico, capaci di trasportare fino a sette passeggeri oltre all'equipaggio, il primo dei quali fu consegnato nell'ottobre 2001. Si tratta di velivoli dalle eccellenti prestazioni estremamente versatili che con l'installazione di sistemi elettro-ottici IR possono essere utilizzati anche in missioni di ricognizione e sorveglianza marittima.
Nel 2006 è nato il Centro Sperimentale Aeromarittimo.
La componente aerea imbarcata si avvale anche della nuova portaerei V/STOL Cavour, in servizio dal 10 giugno 2009, quando in occasione della festa della Marina Militare, ricevette a Civitavecchia la bandiera di combattimento, e sulla quale a partire dal 2023 dovrebbero operare i nuovi F-35B (sempre STOVL).

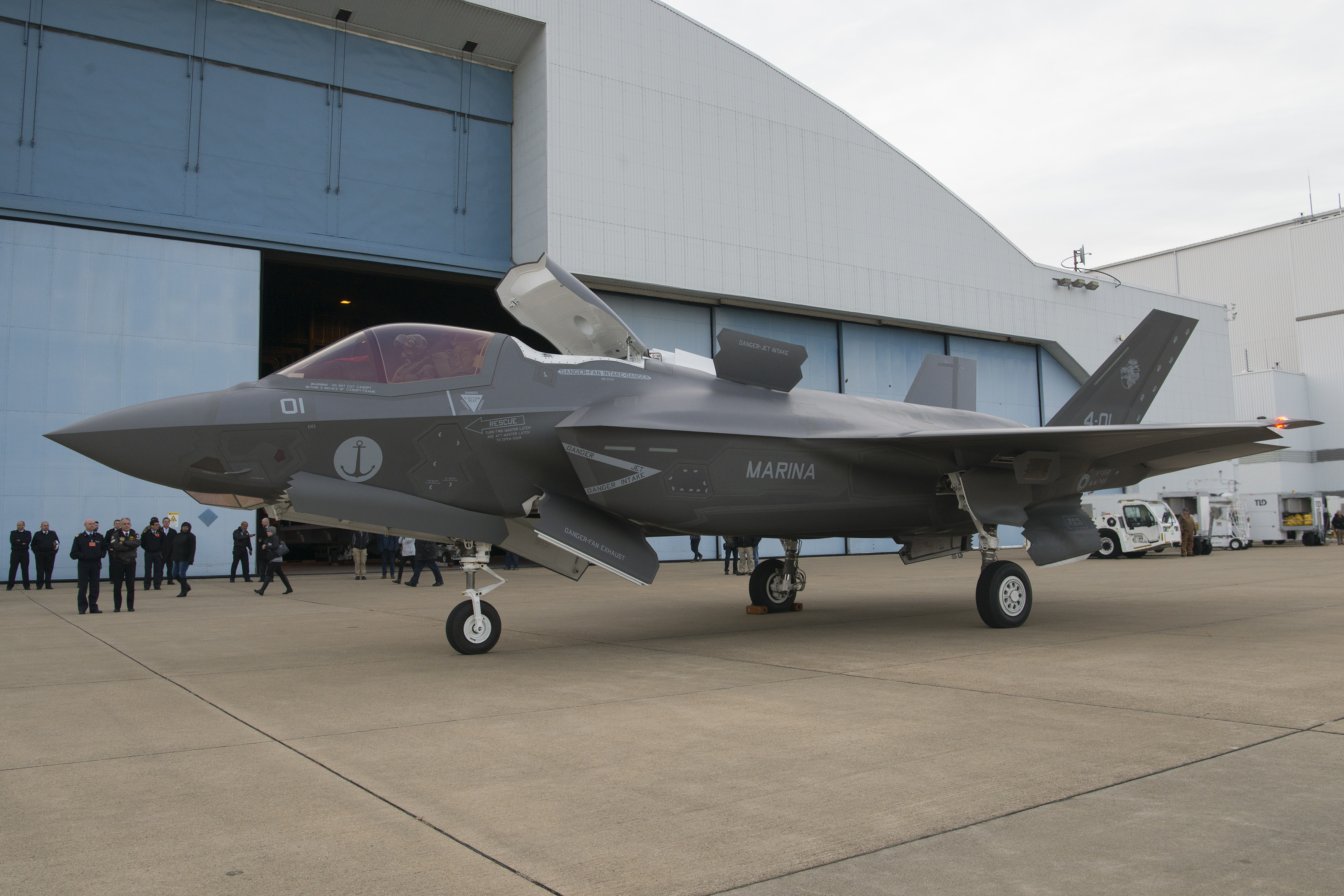
il primo F-35B italiano (BL-1) consegnato alla Marina Militare

Dal giugno 2015 al 2016 dall'ammiraglia Cavour ha operato con gli EH-101 nel corso dell'operazione Eunavfor Med, sostituita dal 1º giugno dalla Garibaldi.
Il primo esemplare dei 15 caccia a decollo verticale F-35B in ordine, è stato consegnato alla Marina il 25 gennaio 2018.

## Organizzazione

### Comando forze aeree
L'Aviazione Navale dipende dal COMFORAER, il Comando forze aeree con sede a Roma, da cui dipendono la Sezione Aerea di Pratica di Mare con tre velivoli PD-180, e le tre stazioni aeree di MARISTAELI - Catania, MARISTAELI - Luni e MARISTAER - Grottaglie.

#### MARISTAELI - Catania
MARISTAELI - Catania è considerata la «culla» dell'Aviazione Navale Italiana, in quanto vi si tengono tutti i corsi per gli specialisti tecnici, ufficiali e sottufficiali, e per gli operatori di volo ed è pertanto un passaggio obbligato per tutto il personale della specialità. MARISTAELI - Catania nacque con il trasferimento dei velivoli del Iº Gruppo Elicotteri da Augusta a Catania, in un hangar messo a disposizione dall'Aeronautica Militare presso l'aeroporto di Catania-Fontanarossa e nel 1964 fu anche costituito il II Gruppo elicotteri. L'area dalla quale decollavano i grossi Seabat era detta Pentagono per la sua forma geometrica.
La tromba d'aria che il 31 dicembre 1964 distrusse gran parte della struttura, compresi i magazzini materiali il cui contenuto fu sparso per l'area aeroportuale, falcidiò anche la linea di volo dei Seabat; infatti per un cortocircuito prodottosi all'interno della struttura, sette dei dieci velivoli in dotazione, visto che l'undicesimo (4-03 con seriale 80237) era andato perso in un incidente di volo, furono ridotti in polvere di magnesio, e uno fu talmente danneggiato che fu praticamente ricostruito in Belgio dalla SABCA; i due superstiti si salvarono solo perché al momento dell'evento erano imbarcati sul Doria; per rimpiazzarli furono immediatamente donati dagli Stati Uniti tre esemplari di SH-34G ritirati direttamente dal ponte di volo della portaerei Saratoga all'ancora nel Golfo di Napoli chiamati «Calmieri» dagli equipaggi per le loro condizioni di volo particolarmente usurate, che rimasero in servizio per poco tempo in quanto non considerati allo stesso standard degli altri esemplari e perché provati da un'attività molto intensa con la Marina degli Stati Uniti e furono affiancati e in seguito sostituiti da altri sei elicotteri SH-34J nuovi di fabbrica codificati da 4-09 a 4-14, che gli Stati Uniti cedettero, per colmare le perdite, tra il 1964 e il 1967; su queste basi avvenne il trasferimento in tempi record in nuove strutture ricostruite a sud dell'aeroporto e consegnate alla Marina Militare nel dicembre 1967; in concomitanza con il trasferimento dei due gruppi nella nuova struttura, che avvenne qualche giorno prima di Natale, nel 1968 fu costituito anche il 3º Gruppo elicotteri.
Nel 1971 per problemi di sovraffollamento, il I Gruppo fu trasferito da MARISTAELI - Catania presso la base di Luni-Sarzana, e da allora MARISTAELI - Catania è rimasta la base operativa del 2º e del 3º Gruppo.

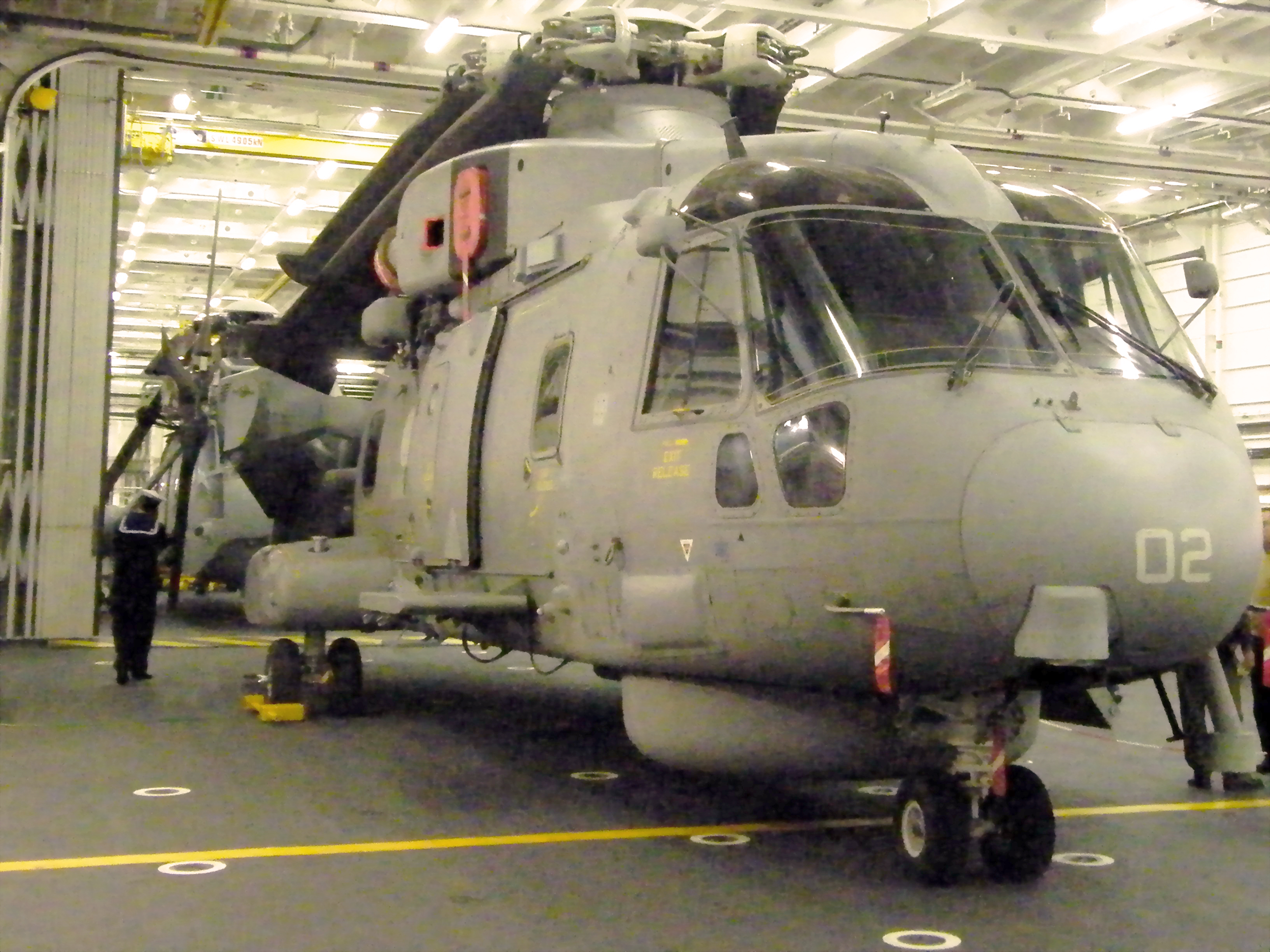
Elicottero AW-101 (ASW) della base di Catania a bordo della portaerei Cavour

Il Comando di MARISTAELI - Catania oltre al coordinamento e al controllo dell'attività del 2º e del 3º Gruppo, cura anche i servizi amministrativi e logistici della base assicurando l'efficienza delle infrastrutture, gestendo il magazzino che rifornisce sia i due Gruppi elicotteri che i Servizi Volo delle Unità Navali.
La base dispone del Dilbert Dunker per l'addestramento degli equipaggi dei velivoli all'ammaraggio forzato e al successivo abbandono del mezzo inabissatosi.
Attualmente nel 2º Gruppo Elicotteri operano gli AB 212 ASW, e nel 3º Gruppo Elicotteri gli EH-101 ASW e HEW, mentre per la sostituzione degli AB 212 del 2º Gruppo con i moderni NH-90 si prospettano tempi lunghi.

#### MARISTAELI - Luni
MARISTAELI - Luni nasce il 1º settembre 1967 quando, presso un'installazione dell'Aeronautica Militare in disuso, il piccolo aeroporto di Sarzana-Luni a circa dieci km dalla base della Spezia, fu oggetto di importanti lavori per la costruzione d'un eliporto con l'utilizzo dei fondi NATO.

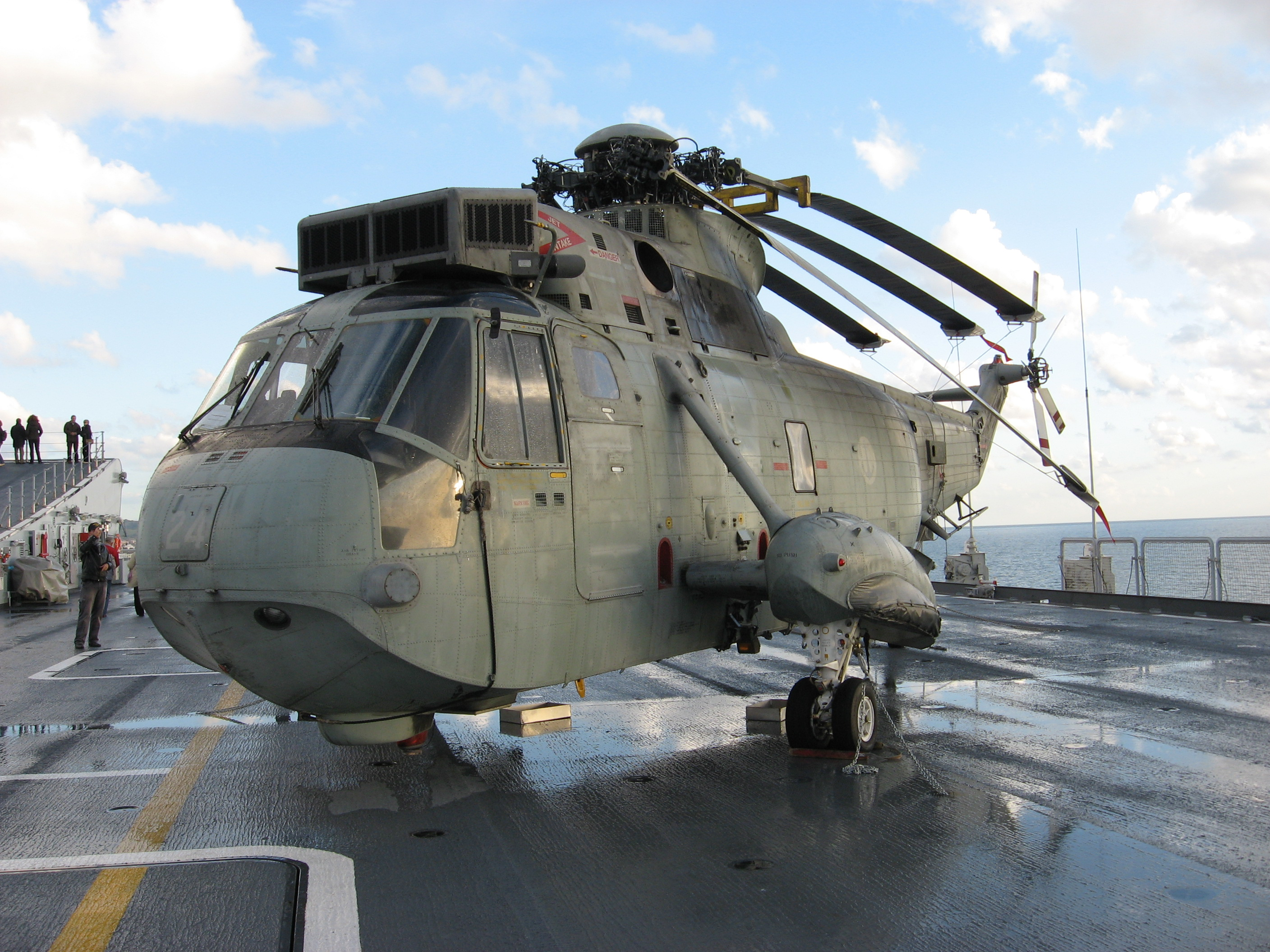
Un SH3-D della Marina Militare sul ponte di volo della portaerei Cavour

Presso la nuova struttura, consegnata alla Marina Militare il 1º novembre 1968 fu costituito il Comando della Stazione Elicotteri M.M. di Luni e nel novembre 1969 il 5º Gruppo elicotteri. All'inizio del 1971 presso la nuova struttura fu anche trasferito da Catania il 1º Gruppo elicotteri per missioni ASW/ASuW e CSAR. Sulla pista possono operare anche velivoli V/STOL e nella struttura trova posto anche una base aeromobili della Guardia Costiera. Dal 1996 la base è sede anche del Gruppo di Lavoro EH101, dal 2006 denominato "Centro sperimentale aeromarittimo", a cui spetta la valutazione operativa degli elicotteri e dei sistemi relativi allo specifico impiego marittimo.
A Luni è stato realizzato l'«Helo Dunker» per l'addestramento degli equipaggi degli elicotteri all'ammaraggio forzato e al successivo abbandono del mezzo inabissatosi; la struttura è una delle poche in Europa ed è utilizzata in modo interforze nonché da vari operatori NATO. A differenza del Dilbert Dunker di Catania che è essenzialmente impiegato per velivoli ad ala fissa, l'Helo Dunker è utilizzato per l'addestramento di piloti elicotteristi. La struttura, realizzata con fondi interforze, riproduce da un lato la cabina di un AB 212 e dall'altro quella di un SH-3D ed è sospesa su una piscina in cui viene immersa simulando l'ammaraggio forzato di un elicottero.
Il Comando di MARISTAELI - Luni coordina l'attività dei due Gruppi della base e si occupa dell'efficienza delle infrastrutture aeroportuali e del magazzino che rifornisce sia i gruppi di volo della base sia i velivoli delle unità imbarcate presso la base di La Spezia.
Il reparto Eliassalto del 1º Gruppo elicotteri opera da terra o dalla portaerei Garibaldi, ai cui servizi di volo vengono assegnati per operazioni speciali per le quali cooperano strettamente con il vicino Comsubin.
Gli AW-101 nelle diverse versioni quali l'antisommergibile/antinave (ASW/ASuW), l'early warning (HEW) e l'eliassalto (UTI/ASH), hanno progressivamente rimpiazzato i Sea King.
Il 5º Gruppo elicotteri ha il compito di preparare gli elicotteri da destinare alle unità di superficie della base di La Spezia. Inoltre alcuni elicotteri vengono utilizzati in missioni antincendio e in missioni SAR.
Il 15 giugno 2011 al 5º Gruppo elicotteri è stato consegnato il primo esemplare di NH-90 NFH (matricola ditta HITN-04, Matricola Militare 3-04) elicottero destinato a rinnovare profondamente le flotte europee ad ala rotante e che si appresta a divenire il velivolo tattico standard dei Paesi NATO del vecchio continente. Il nuovo elicottero dovrà inizialmente affiancare e successivamente sostituire il glorioso AB212 ASW, per anni pilastro portante dell'Aviazione Navale Italiana.

#### MARISTAER - Grottaglie

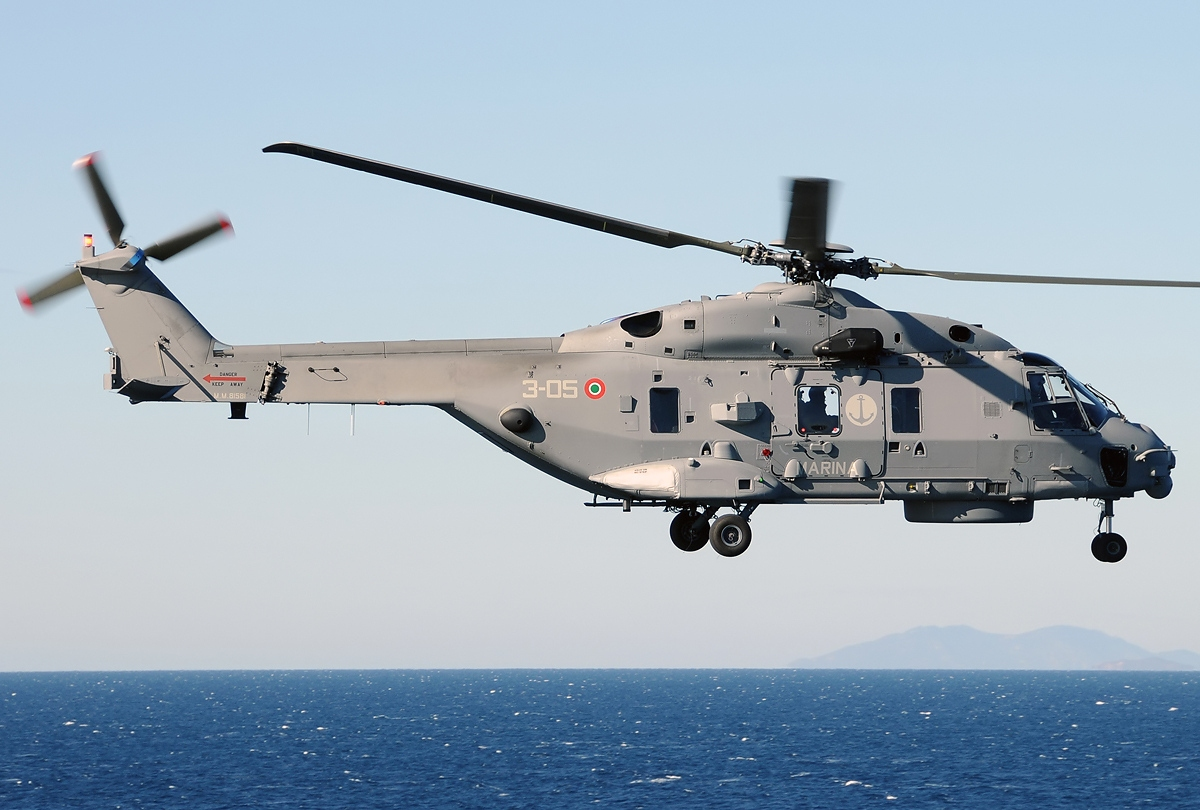
NH90 decollato dalla portaerei Cavour

Le origini della base aerea di Grottaglie risalgono alla prima guerra mondiale dall'esigenza di difendere il porto di Taranto, quando negli anni 1915-1916 furono costruiti i primi hangar per dirigibili e piccoli aerei che operavano prevalentemente in Adriatico.
Nel 1923 con la costituzione della Regia Aeronautica la base passò sotto il controllo della neocostituita forza armata e nel corso della seconda guerra mondiale l'aeroporto subì cinque pesanti bombardamenti che distrussero la gran parte degli aerei della base e le strutture aeroportuali.
Dopo l'8 settembre l'aeroporto fu occupato dalla RAF e nell'estate del 1945 quel che era rimasto dell'aeroporto fu restituito all'Aeronautica Militare Italiana, pur restando presidio degli Alleati sino al 1950 e vista la particolare posizione geografica con la vicinanza con la base navale di Taranto è stata la sede di reparti che hanno cooperato strettamente con la Marina Militare con la dislocazione dei gruppi antisommergibili dell'Aeronautica.
Nel 1972 fu raggiunto un accordo tra la Marina e l'Aeronautica per la realizzazione di infrastrutture per prestare assistenza ai Servizi Volo delle unità stanziate nella base Taranto che fino ad allora facevano riferimento al 2º GRUPELICOT di MARISTAELI - Catania e il 1º marzo 1976 a Grottaglie fu costituito ufficialmente il 4º Gruppo elicotteri.
Nel 1979 venuti a cessare i servizi logistici assicurati dall'Aeronautica Militare, a Grottaglie fu costituita il Comando Stazione Marittima Elicotteri denominato MARISTAELI Grottaglie.
Dalla seconda metà degli anni ottanta, essendo stato deciso da parte dei vertici della Marina di dislocare a Taranto l'incrociatore portaelicotteri Garibaldi, fu costituito il Gruppo Aereo cui furono assegnati i velivoli ad ala fissa.
Attualmente MARISTAER - Grottaglie, il Comando della Stazione Marittima aerea, coordina l'attività del 4º Gruppo elicotteri e del Gruppo aereo e si occupa della gestione di tutti i servizi logistici e amministrativi della base, dell'efficienza delle infrastrutture aeroportuali e della gestione del magazzino di cui si servono sia i Gruppi di volo della base sia i Servizi Volo delle unità della base di Taranto. Di particolare rilevanza è l'attività del laboratorio elettronico che si occupa delle schede elettroniche dei velivoli; questo perché ormai tutte le componenti di bordo di un aeromobile moderno sono gestite elettronicamente, con vari sottosistemi collegati tra loro da un bus, detto DataLink e standardizzato con delle specifiche norme militari.
Il 4º GRUPELICOT svolge compiti di preparazione e manutenzione dei velivoli imbarcati sulle unità di base a Taranto e missioni addestrative a favore di altri Enti o Reparti della Marina Militare, in particolare MARICENTADD, il centro di addestramento della Marina di Taranto presso cui si addestrano gli equipaggi della Marina Militare.
I piloti del 4º GRUPELICOT hanno a lungo cooperato con il COMSQUALI, il Comando squadriglia aliscafi della III Divisione navale per fornire alle unità della Classe Sparviero la copertura radar e il supporto ECM/ESM di cui queste particolari unità navali avevano bisogno.
Nel maggio 1994 nell'ambito del 4º GRUPELICOT è stato costituito il Nucleo lotta anfibia che coopera con il Reggimento "San Marco" e dispone di elicotteri che hanno ricevuto opportune modifiche per questo compito.
L'aeroporto è intitolato al tenente di vascello Marcello Arlotta, scomparso nel corso di un'azione bellica svolta a bordo di un dirigibile in Adriatico durante il primo conflitto mondiale, ed è articolata in cinque aree differenti, ognuna delle quali caratterizzata da un hangar, di cui uno assegnato in concessione alla Guardia di Finanza.
Degli altri hangar uno è in uso al «GRUPAER», un secondo viene impiegato come struttura tecnica per la manutenzione degli elicotteri, il terzo per il ricovero degli elicotteri in linea di volo e il quarto a disposizione per una futura utilizzazione.

#### Gruppo aerei imbarcati

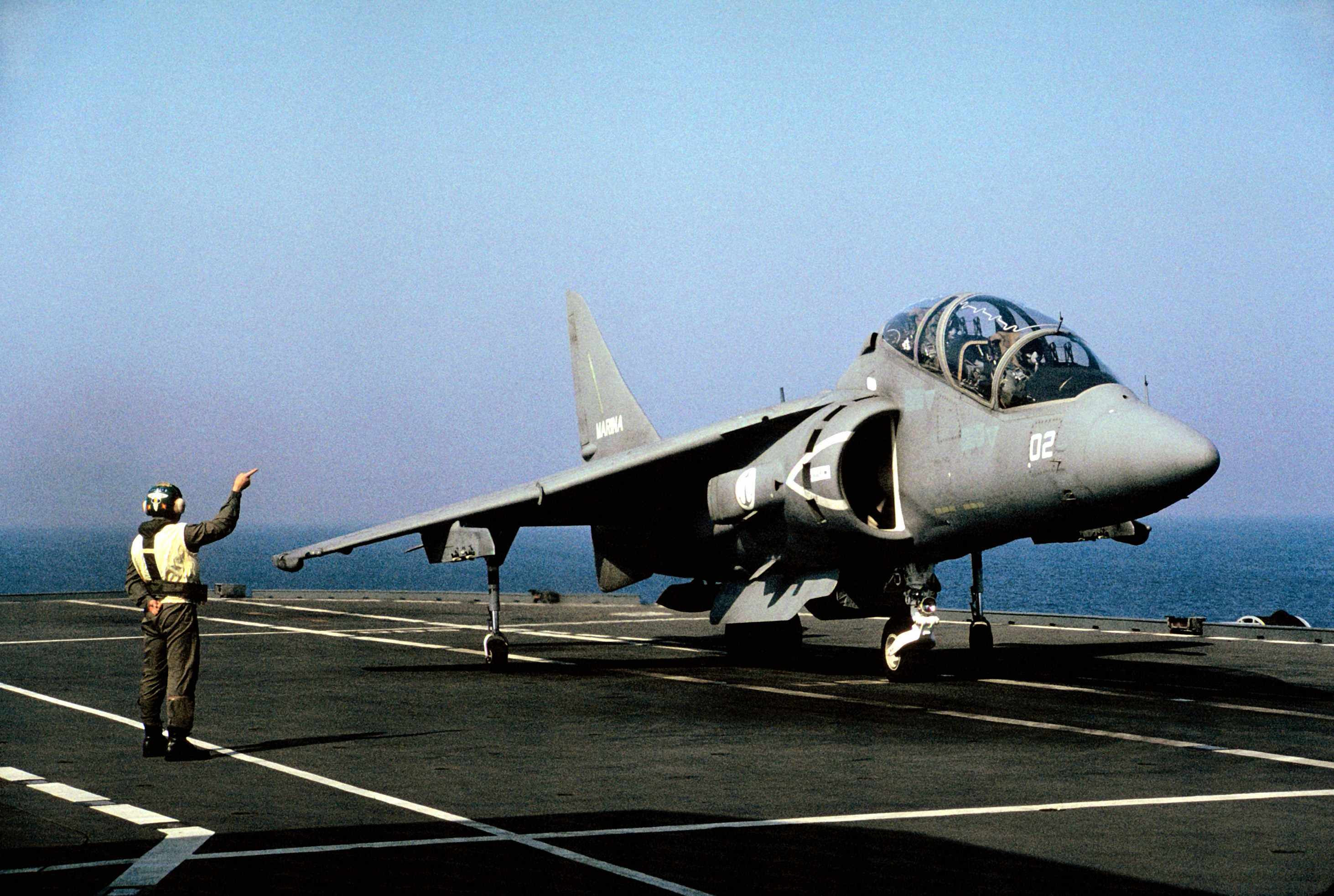
Un TAV-8B Harrier Plus biposto in decollo dal ponte della portaerei Garibaldi

Il GRUPAER, il Gruppo Aeromobili Imbarcati, è la componente aerotattica multiruolo nazionale della Marina Militare con sede nella stazione aeromobili di Grottaglie. È nato ufficialmente nel febbraio 1991 in previsione della consegna dei primi Harrier II. La consegna ai piloti e tecnici della Marina Militare dei primi due velivoli, due TAV-8B bi-posto in versione da addestramento, avvenne il 7 giugno 1991 presso la base dei marine a Cherry Point nella Carolina del Nord.
La cerimonia ufficiale di consegna dei velivoli alla Marina Militare avvenne il successivo 23 agosto a bordo del Garibaldi ormeggiato nella base americana di Norfolk in Virginia. Il Gruppo fece rientro in Italia il successivo 24 settembre con i velivoli che raggiunsero la base aerea di Grottaglie.
Nella primavera del 1994 il Garibaldi fece ritorno negli Stati Uniti per ricevere i primi tre AV-8B in versione monoposto. Il resto dei velivoli verrà costruito in Italia su licenza dalla Alenia (confluita poi in Finmeccanica) con la linea di volo composta in totale da 18 velivoli, completata nel novembre 1997.
Il Gruppo Aereo Imbarcato del Garibaldi tra l'11 gennaio e il 23 marzo 1995 ha avuto il suo primo impegno operativo reale con la partecipazione alla missione Ibis III in Somalia per il ritiro del contingente di pace delle Nazioni Unite, con gli Harrier II del GrupAer che hanno svolto numerose missioni di ricognizione e supporto ai marine statunitensi e al Reggimento San Marco. Il GrupAer ha ricevuto la Bandiera di combattimento il 28 giugno 1996 donata dal gruppo ANMI di Andria.

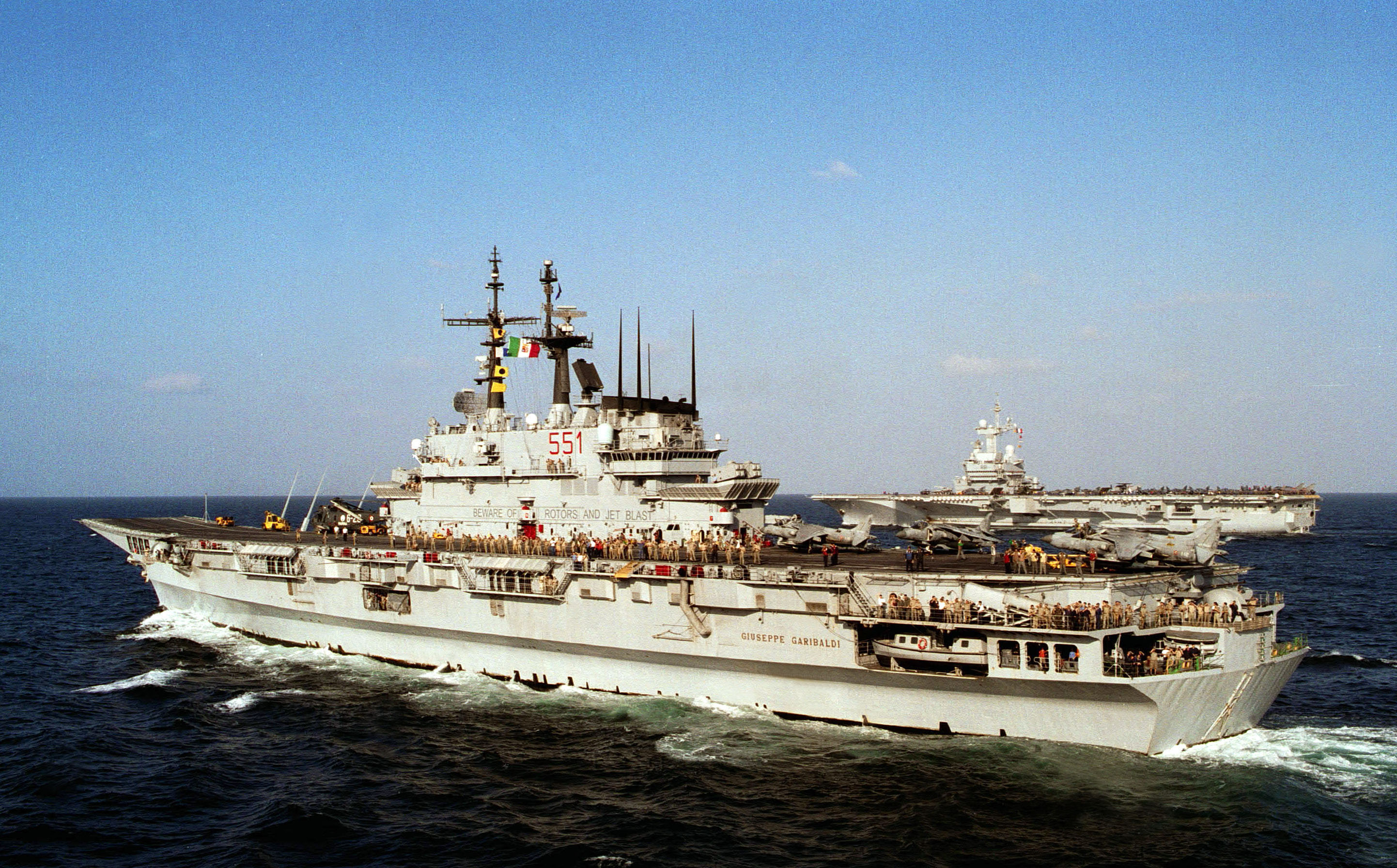
Il Garibaldi (in primo piano) durante l'operazione Active Endeavour nel febbraio 2002

Da marzo a giugno del 1997 il GrupAer ha partecipato all'Operazione «Alba NEO» («Albania Non Combat Evacuation Operation») con velivoli armati che giornalmente decollavano dalla base di Grottaglie, che è un aeroporto civile e con cui l'ente militare condivide l'uso della pista di volo. Nel 1999 con la guerra del Kosovo e l'impegno dell'Italia nell'Allied Force i caccia AV-8B II+ Harrier del GrupAer imbarcati a bordo del Garibaldi, hanno svolto, a partire dal 13 maggio 1999, 30 sortite per 63 ore di volo, impiegando bombe Mk 82 e GBU-16 e missili AGM-65 Maverick.
In seguito agli attentati dell'11 settembre 2001 e la guerra al terrorismo proclamata dal Presidente degli Stati Uniti Bush, con la partecipazione dell'Italia all'operazione Active Endeavour il GrupAer imbarcato a bordo del Garibaldi ha operato in Oceano Indiano dal 3 dicembre 2001 al successivo 1º marzo 2002 e nel corso della missione gli AV-8B del GrupAer hanno effettuato 288 missioni per complessive 860 ore di volo e i quasi 1500 componenti degli equipaggi delle unità navali e del gruppo aereo che hanno partecipato alla missione hanno svolto compiti di controllo, intercettazione/interdizione in mare e di supporto aereo e interdizione aerea in territorio afgano.
Nel 2010 per la missione umanitaria «White Crane» a Haiti dalla portaerei Cavour hanno operato principalmente elicotteri pesanti EH-101 e SH-3D, configurati in modo ottimale per massimizzare le capacità di trasporto logistico e di assistenza medica.
I velivoli Harrier AV8B Plus del gruppo nel 2011 hanno partecipato all’intervento NATO in Libia (Operazione Unified Protector), operando da bordo della portaeromobili Giuseppe Garibaldi.

#### Altre strutture

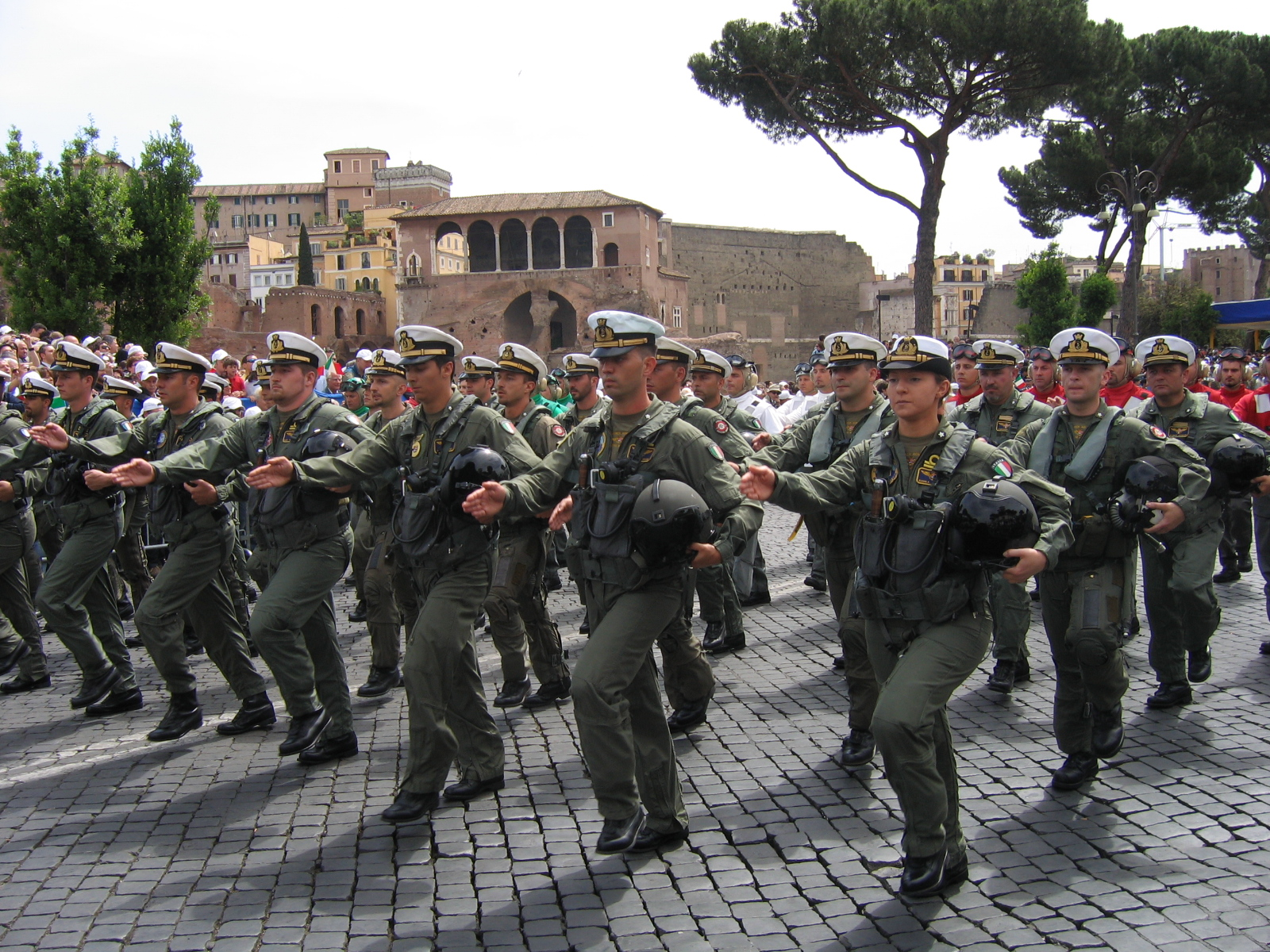
Equipaggi dell'Aviazione navale alla sfilata della festa della Repubblica

L'aeroporto di Pratica di Mare è sede dal 2001 del SEZAER, la sezione aerea per le esigenze di trasporto logistico della Marina Militare, con tre velivoli PD-180, che svolgono un ruolo importante anche in missioni di sorveglianza marittima grazie al sistema FLIR di cui questi aerei sono equipaggiati.
Inoltre dalla base aerea di Sigonella opera l'88º Gruppo Antisom del 41º Stormo, con equipaggi misti di Aeronautica Militare e Marina Militare. Lo stesso gruppo di volo è posto alle dipendenze operative della Marina. Compiti dell’unità sono la ricerca antisommergibile, il pattugliamento marittimo, la ricognizione fotografica ed elettronica e la ricerca e il soccorso. Utilizza dal 2016 i P-72 A Surveyor dopo aver utilizzato proficuamente gli Atlantic fino al 2017.

## Gruppi di volo
- Gruppo aerei imbarcati (Taranto-Grottaglie)
- 1º Gruppo elicotteri (Sarzana-Luni)
  - Reparto operazioni speciali Eliassalto
- 2º Gruppo elicotteri (Catania-Fontanarossa)
- 3º Gruppo elicotteri (Catania-Fontanarossa)
- 4º Gruppo elicotteri (Taranto-Grottaglie)
  - Reparto operazioni anfibie Eliassalto
- 5º Gruppo elicotteri (Sarzana-Luni)

## Centri di eccellenza
- Centro Sperimentale Aeromarittimo (Sarzana-Luni)
- Centro addestramento ammaraggio forzato (Sarzana-Luni)
- Centro simulazione di missione per EH 101 (Sarzana-Luni)

## Personale

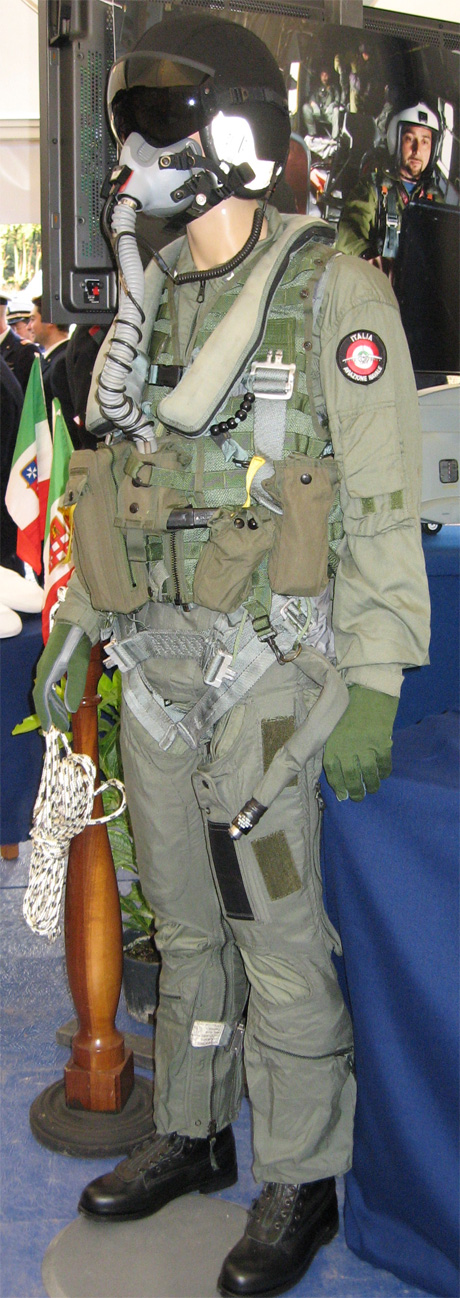
Tenuta di volo di un pilota dell'Aviazione Navale Italiana

### Reclutamento e formazione
- Piloti. L'aviatore di marina del Corpo degli ufficiali di vascello (stato maggiore) viene scelto tra gli allievi dell'ultimo anno dell'Accademia navale. Deve superare l'idoneità psicofisica al volo negli Istituti di medicina aerospaziale dell’Aeronautica Militare. Questi frequenta poi un corso di preparazione al volo (corso pre-flight) in accademia navale (cinque mesi) e le scuole di volo della United States Naval Aviationː la Naval Air Station di Pensacola in Florida, e successivamente la NAS di Whiting Field (Florida) con il corso primario di sei mesi su aereo T-6B Texan II. Un'aliquota è destinata tramite concorso agli allievi ufficiali piloti di complemento.[31]
  - Aviogetti. I piloti selezionati per i velivoli ad ala fissa, vanno quindi alla NAS Meridian (Mississippi) dove proseguono il loro addestramento su aviogetti T-45 Goshawk per il decollo e appontaggio su portaerei, conseguendo il brevetto di pilota militare della Marina statunitense. Infine vanno allo Squadrone aereo dei Marines a Cherry Point (Carolina) per volare sull'Harrier AV-8.
  - Elicotteri. I piloti destinati all'ala rotante proseguono alla NAS di Whiting Field per 4 settimane, per poi trasferirsi alla NAS Corpus Christi (Texas), dove, in circa 6 mesi, ricevono le Wings of Gold (ali d’oro) statunitensi, volando sul Beech Craft T-44. Infine tornano a Whiting Field dove impiegano circa sei/sette mesi per completare l'addestramento sull'elicottero TH-57B e TH-57C.

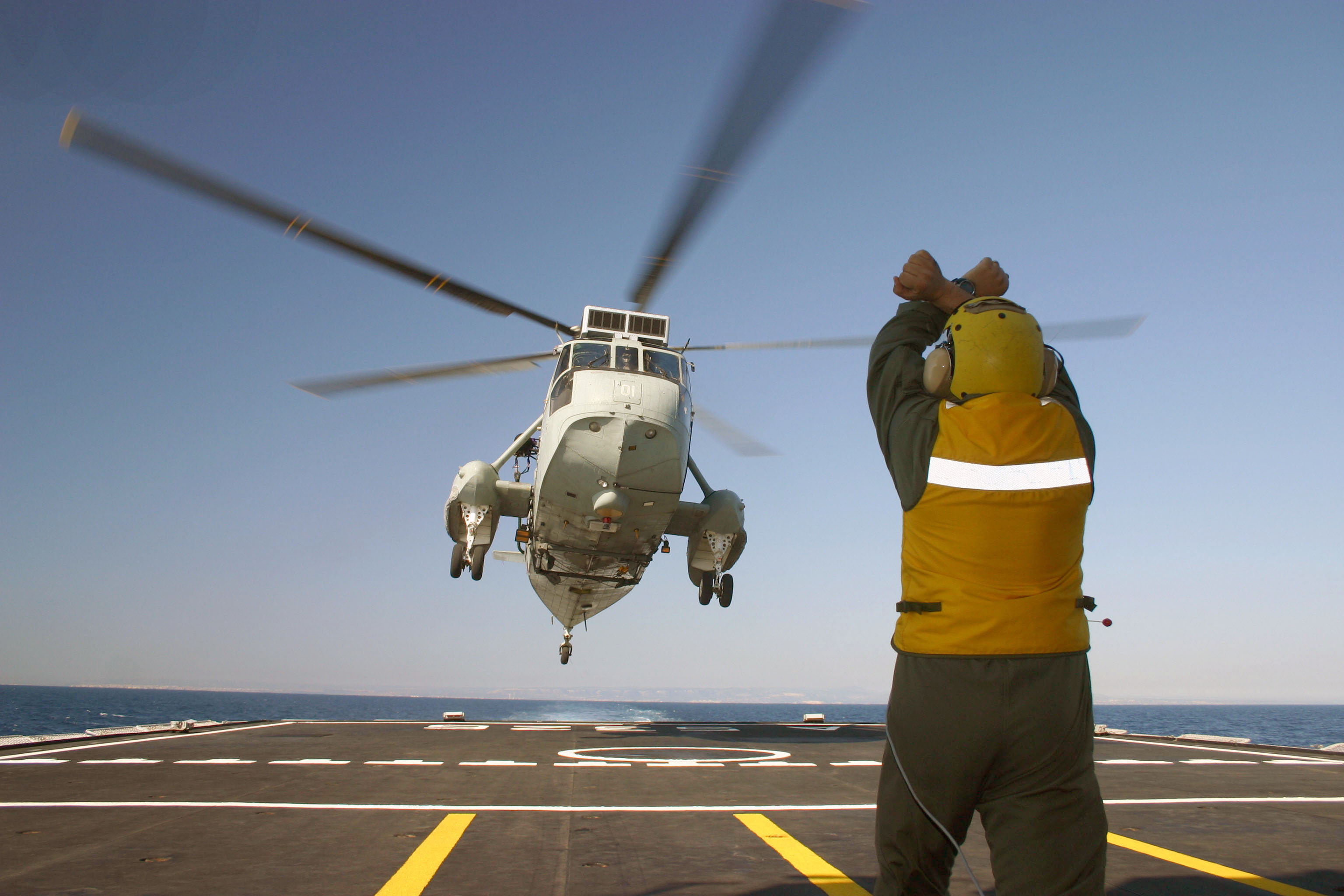
Un operatore di volo sul ponte della nave Etna

- Operatore di volo. È parte integrante dell’equipaggio di un elicottero. Il reclutamento avviene attraverso concorsi interni della Marina per graduati e sottufficiali, e concorsi riservati ai Volontari in Ferma Prefissata (VFP 1) della componente specialistica Aeromobili (Aer). L'addestramento avviene presso l’Ufficio Corsi della Base aeronavale di Catania, della durata di circa otto mesi, con lezioni di aerodinamica, impianti elettrici e idraulici delle macchine, al termine del quale conseguiranno il “brevetto di specialista di elicottero”.
- Specialisti Tecnici. Sono destinati a manutenere sia gli aerei sia gli elicotteri, sia a terra sia a bordo delle navi. Reclutamento e addestramento come gli operatori di volo.[32]

### Categorie e specialità
- Specialisti del sistema di combattimento (SSC)
  - Operatori di volo (SSC/TLC/OV)
  - Radaristi operatori di volo (SSC/RD/OV)
- Tecnici del Sistema di Combattimento (TSC)
  - Siluri e armi. Tecnici di aeromobili (TSC/TAER)
  - Artiglieria. Tecnici di aeromobili (TSC/MA/TAER)
  - Tecnici elettronici di aeromobili (TSC/ETE/TAER)
- Specialisti del sistema di piattaforma (SSP)
  - Specialisti di aeromobili (SSP/TM/SAER)
- Nocchieri di Porto (NP)
  - Operatori di volo (NP/OV)
  - Tecnici di aeromobili (NP/TAER)
  - Motoristi Specialisti aeronautici (NP/MS/SAER)
  - Tecnici elettronici di aeromobili (NP/ETE/TAER)
  - Tecnici montatori di aeromobili (NP/MO/TAER)
  - Tecnici di aeromobili (NP/TC/TAER)
- Abilitazioni comuni a più specialità
  - Interpreti fotografia aerea (IFA)
  - Montatori specialisti di elicottero (ELM)

## Operazioni condotte dalla moderna Aviazione Navale
L'Aviazione Navale Italiana è stata coinvolta a partire dagli anni ottanta a tutte le operazioni in cui vi è stata la partecipazione della Marina Militare.
| Operazioni militari | 1982-1984   | Missione Italcon Libano                                 |
| Operazioni militari | 1985        | Operazione Margherita (Dirottamento dell'Achille Lauro) |
| Operazioni militari | 1986        | Operazione Girasole (crisi di Lampedusa)                |
| Operazioni militari | 1987 - 1988 | Operazione Golfo 1                                      |
| Operazioni militari | 1991        | Operazione Golfo 2                                      |
| Operazioni militari | 1992        | Operazione Sharp Vigilance                              |
| Operazioni militari | 1993–1995   | Operazione Restore Hope (Somalia)                       |
| Operazioni militari | 1994        | Operazione Sharp Guard                                  |
| Operazioni militari | 1999        | Operazione Dinak                                        |
| Operazioni militari | 1999–2000   | Stabilize Timor Est                                     |
| Operazioni militari | 1999 – 2001 | Operazione Kosovo                                       |
| Operazioni militari | 2000        | Operazione Stabilize Eritrea                            |
| Operazioni militari | 2001-2002   | Operazione Enduring Freedom                             |
| Operazioni militari | 2003        | Operazione Iraqi Freedom                                |
| Operazioni militari | 2007        | Operazione Leonte (Libano)                              |
| Operazioni militari | 2011        | Operazione Unified Protector (Libia)                    |
| Protezione Civile   | 1976        | terremoto del Friuli                                    |
| Protezione Civile   | 1980        | terremoto dell'Irpinia                                  |
| Protezione Civile   | 2000        | alluvione del Piemonte                                  |
| Missioni umanitarie | 2010        | operazione White Crine                                  |
| Missioni umanitarie | 2015        | operazione Sophia                                       |

## Distintivi

Gruppo aerei imbarcati.
1º Gruppo elicotteri
2º Gruppo elicotteri
3º Gruppo elicotteri
4º Gruppo elicotteri
5º Gruppo elicotteri
Centro sperimentale aeromarittimo
SEZAER (Sezione Aerea)
Distintivo generico

## Aeromobili in uso
Sezione aggiornata annualmente in base al World Air Force di Flightglobal del corrente anno. Tale dossier non contempla UAV, aerei da trasporto VIP ed eventuali incidenti accorsi durante l'anno della sua pubblicazione. Modifiche giornaliere o mensili che potrebbero portare a discordanze nel tipo di modelli in servizio e nel loro numero rispetto a WAF, vengono apportate in base a siti specializzati, periodici mensili e bimestrali. Tali modifiche vengono apportate onde rendere quanto più aggiornata la tabella.
| Aeromobile                        | Origine                             | Tipo                                                       | Versione (denominazione locale)   | In servizio (2025) | Note | Immagine |
| Aerei da combattimento            |                                     |                                                            |                                   |                    | |          |
| AV-8B+ Harrier II                 | Stati Uniti                         | Caccia multiruolo a decollo verticaleconversione operativa | AV-8B+TAV-8B                      | 121                | Originariamente 18 (16 AV-8B Plus + 2 TAV-8B), 2 AV-8B+ persi, uno a marzo 2002 e uno ad aprile 2010. |          |
| Lockheed Martin F-35 Lightning II | Stati Uniti                         | Caccia multiruolo a decollo verticale                      | F-35B                             | 10                 | Con l'ultimo ordine comunicato nel DPP 2024/26, salgono a 20 gli F-35B in ordine per la Marina Militare (altri 20 F-35B sono stati ordinati per l’Aeronautica Militare), il primo esemplare consegnato alla Marina il 25 gennaio 2018.                                               |          |
| Aerei da trasporto                |                                     |                                                            |                                   |                    | |          |
| Piaggio P.180 Avanti II           | Italia                              | aereo da trasporto leggero                                 | P.180AM                           | 3                  | I 3 P.180AM in servizio saranno sostituti da 3 nuovi P-180EVO Plus. |          |
| Elicotteri                        |                                     |                                                            |                                   |                    | |          |
| AgustaWestland AW101              | Italia                              | Anti Submarine WarfareEliassaltoHEW                        | SH-101AMH-101AAW-101 HEW          | 1084               | 22 esemplari consegnati. I quattro AW-101HEW destinati all'allarme radar avanzato e al comando e controllo in volo, vista l'obsolescenza degli apparati di bordo, vengono convertiti in MH-101A per incrementare il numero degli elicotteri destinati al supporto anfibio e tattico. |          |
| NHIndustries NH90                 | Italia Germania Francia Paesi Bassi | Anti Submarine WarfareEliassalto                           | SH-90 (NH-90NFH)MH-90 (NH-90MITT) | 4610               | 46 NFH con funzione antisommergibile e 10 TTH da trasporto tattico ordinati nel 2011, per 56 esemplari complessivi. L'ultimo MH-90A è stato consegnato il 26 agosto 2021. L'ultimo NH90 dei 46 NH-90 NFH è stato consegnato il 29 settembre 2023.                                    |          |
| Agusta AB-212                     | Italia                              | EliassaltoAnti Submarine Warfare                           | SH-212A                           | 10                 | in sostituzione con gli SH-90 |          |
| AgustaWestland AW139              | Italia                              | elicottero utility                                         | PH-139D                           | 1                  | 1 PH-139D preso a noleggio per operazioni di ridotto impatto operativo tipo trasporto da bordo a terra, antincendio e brevi pattugliamenti. |          |
| Aeromobili a pilotaggio remoto    |                                     |                                                            |                                   |                    | |          |
| Schiebel Camcopter S-100          | Austria                             | APR                                                        | S-100                             | 2                  | Ciascun sistema si compone di 2 velivoli e di una stazione di controllo. Acquisiti in leasing. |          |
| Boeing ScanEagle                  | Stati Uniti                         | APR                                                        | ScanEagle                         | 2                  | Ciascuno è composto da 5 macchine, un lanciatore, un sistema recupero e una stazione di controllo. Saranno impiegati per 5 anni dalle fregate classe MAESTRALE. |          |

## Aeromobili ritirati
- Agusta A106 - 2 prototipi (1965-?)
- Agusta Bell AB-47G - 5 esemplari (1956-1972)
- Agusta Bell AB-47G2 - 2 esemplari (1957-1968)
- Agusta Bell AB-47J - 6 esemplari (1959-1972)
- Agusta Bell AB-47J3 - 14 esemplari (1962-1972)
- Agusta Bell AB-204AS - 35 esemplari (1964-1984)
- Hughes H.369HM - 1 esemplare in valutazione[45] (1969-?)
- Sikorsky SH-34G - 15 esemplari (1959-1979)
- Sikorsky SH-3D - 36 esemplari (1968-2013)